# Tighwa
Tighwa (ros. Tichwa) – wieś w Osetii Południowej, w regionie Znauri. W 2015 roku liczyła 73 mieszkańców.